# Isanitella
Isanitella là một chi thực vật có hoa trong họ Lan.